# Висла (Самарская область)
Висла — посёлок в Ставропольском районе Самарской области. Административно входит в сельское поселение Верхние Белозёрки.

## География
Посёлок Висла находится на берегу Волги, к югу от Хрящёвки.

## История
В 1973 году Указом Президиума ВС РСФСР посёлок отделения № 2 совхоза имени Луначарского переименован в Висла.

## Население

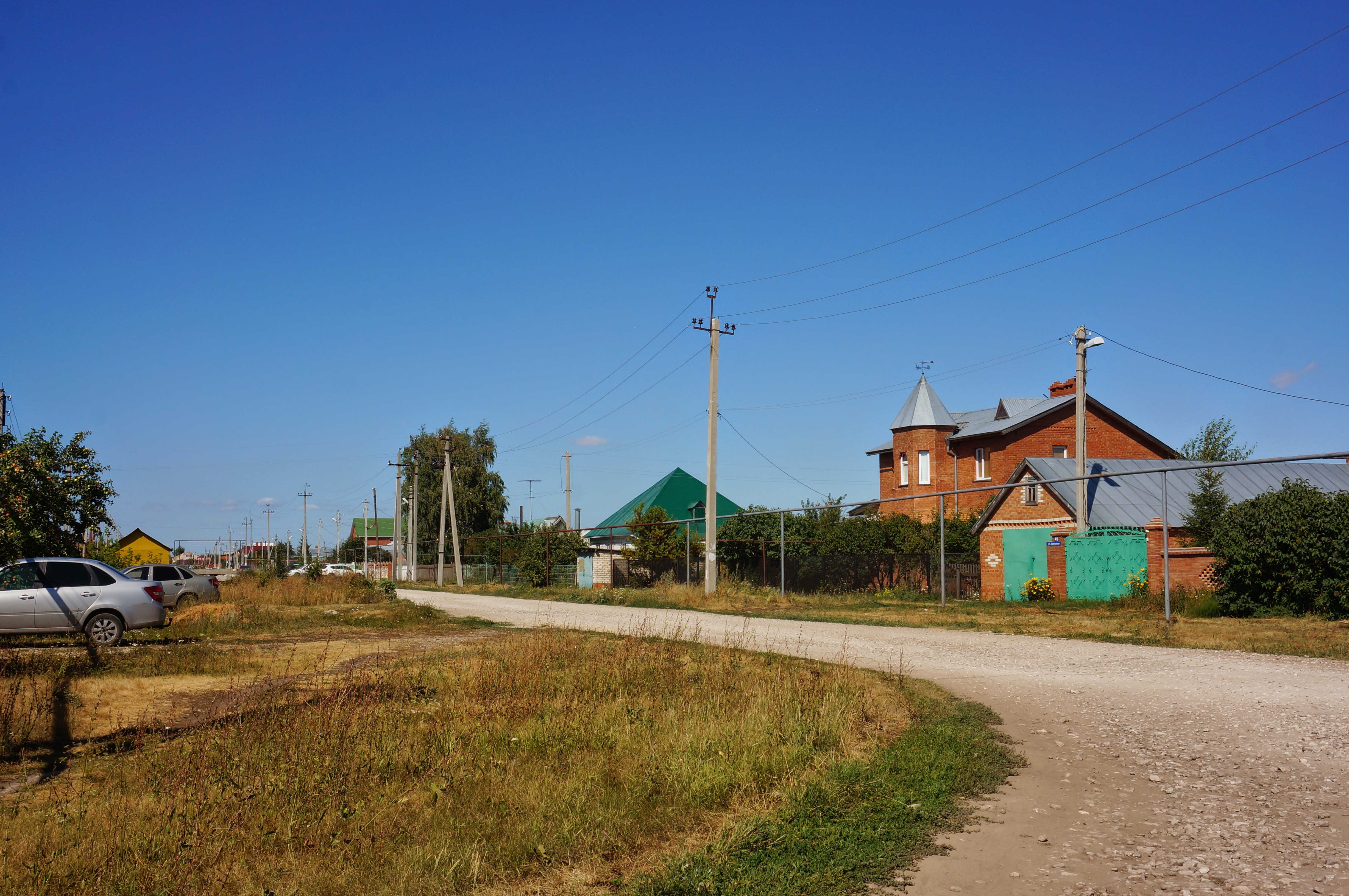
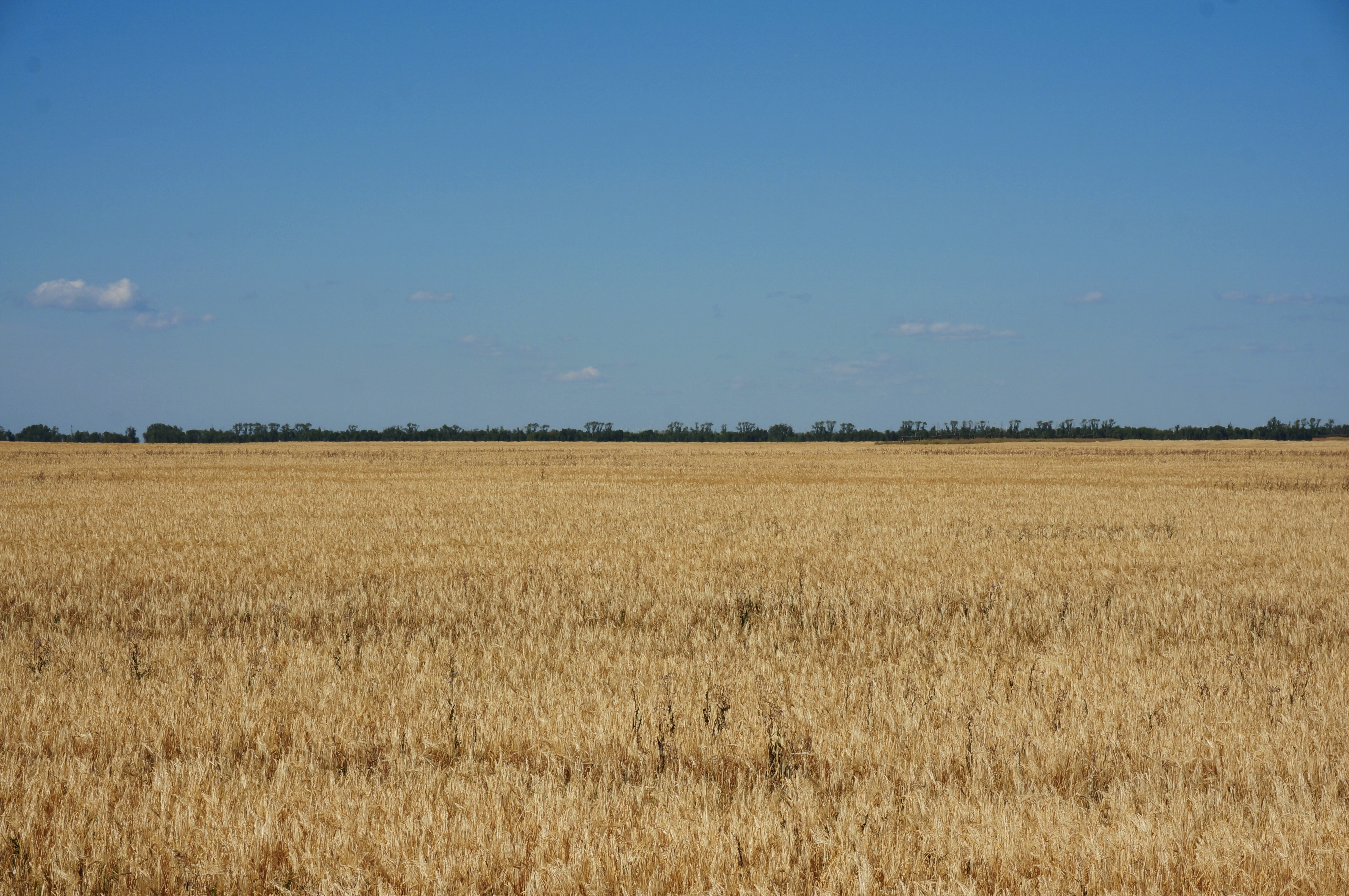
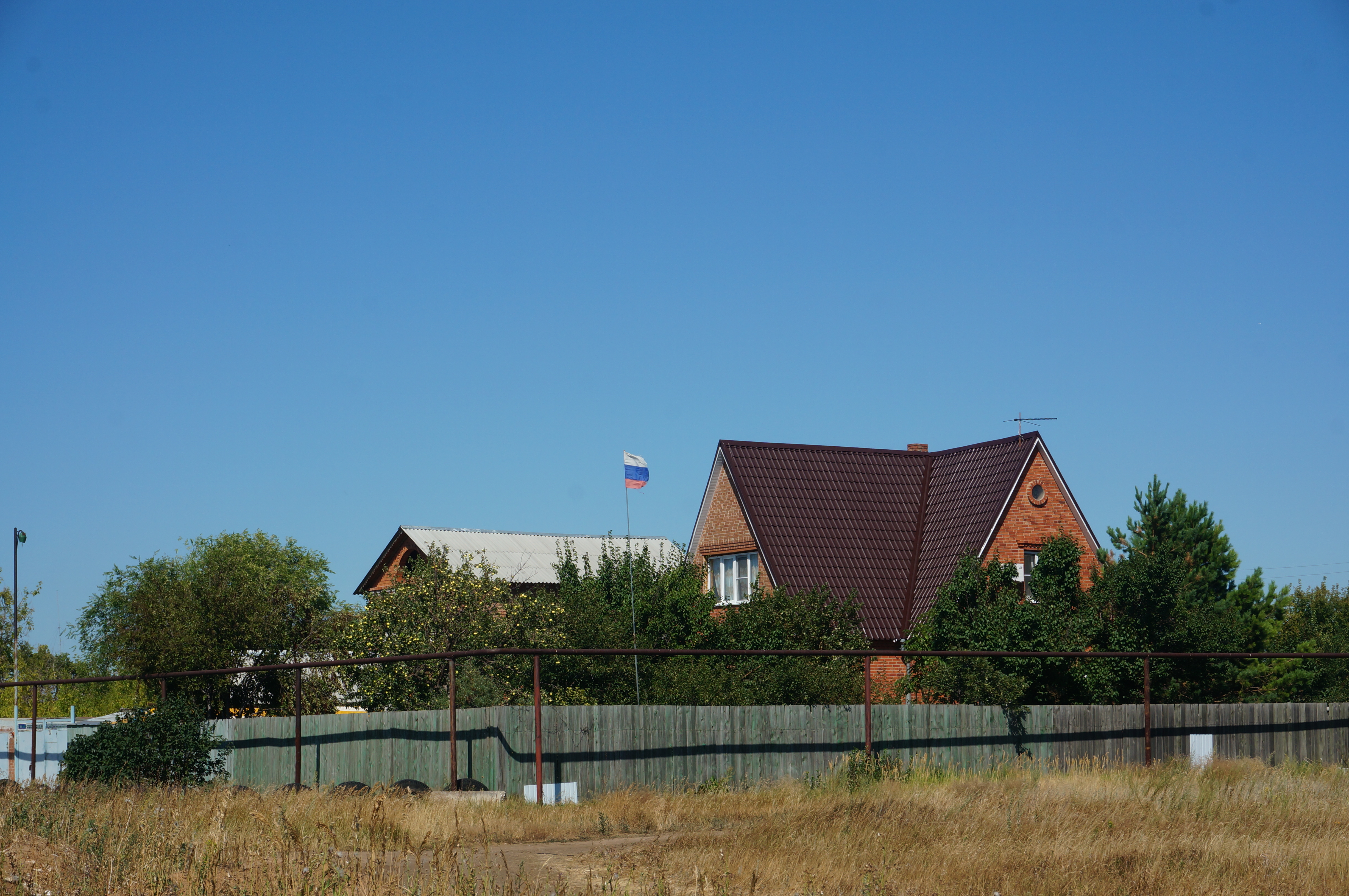

| 2010 |
| ---- |
| 201  |